# Ledererstraße (München)
Die Ledererstraße in München liegt in der Altstadt und verläuft von der Sparkassenstraße in südwestlicher Richtung bis zur Dürnbräugasse.

## Geschichte

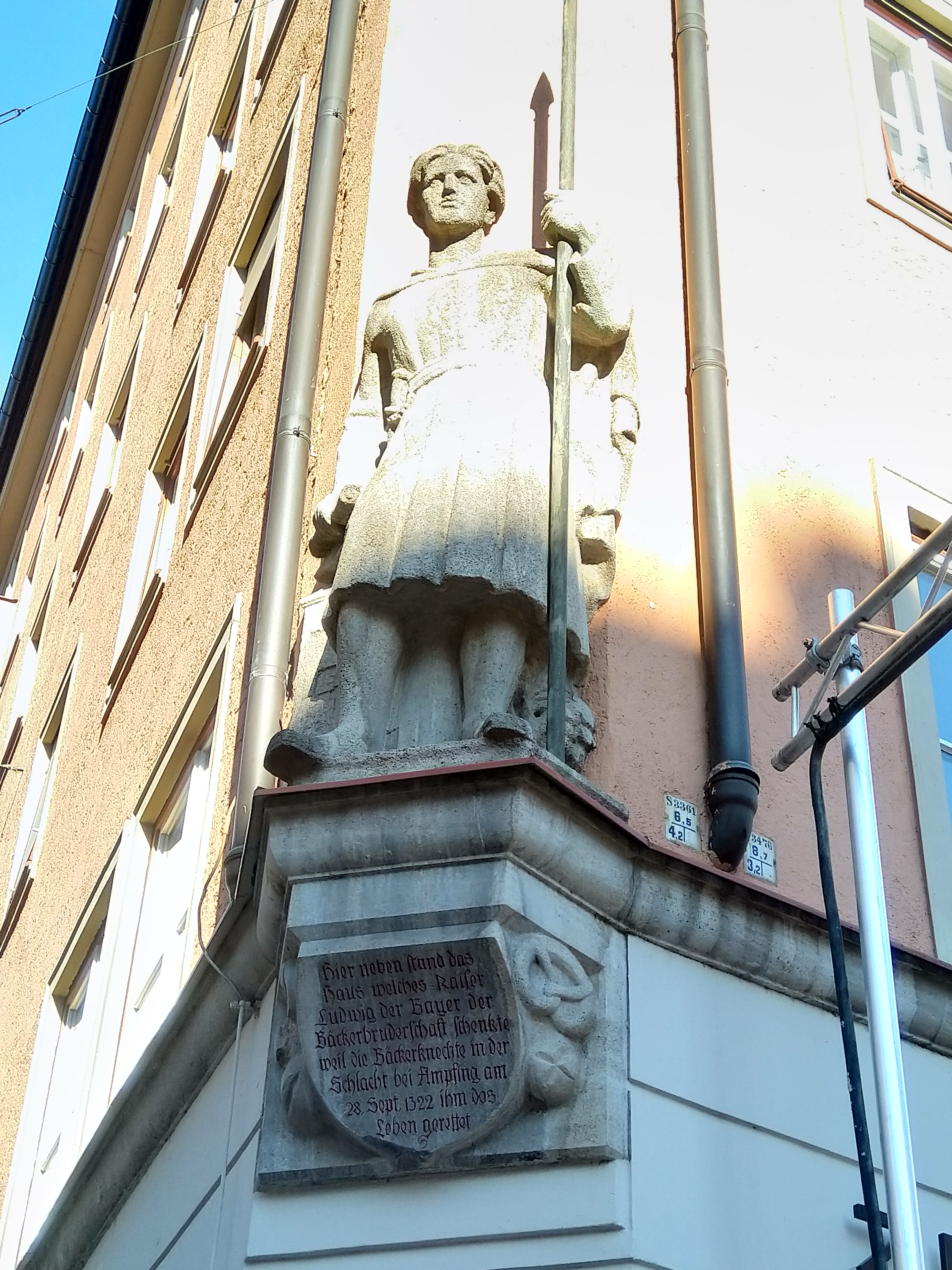
Steinbild Ludwig des Bayern am Gebäude Ecke Hochbrückenstraße/Tal, darunter Gedenktafel: „Hier neben stand das Haus welches Kaiser Ludwig der Bayer der Bäckerbruderschaft schenkte weil die Bäckerknechte in der Schlacht bei Ampfing am 28. Sept. 1322 ihm das Leben gerettet“

Die Ledererstraße ist nach den hier seinerzeit ansässigen Lederern (Gerbern) benannt. Von 1371 bis 1776 kann auch der Name Irchergasse nachgewiesen werden. Die „Ircher“, die Weißgerber, verarbeiteten die Häute von Böcken und Gemsen So hießen im Mittelalter auch die Tuchmacher/Weber. Im 14. Jahrhundert wurden die Lederer ihres übel riechenden Gewerbes wegen vor die Tore der Stadt verwiesen, wo Kaiser Ludwig der Bayer für sie die Straße anlegen ließ. In der nahen „Einschütt“, welche ihren Namen davon hatte, war es erlaubt, allen Unrat in den durchfließenden Einschüttbach zu werfen. Der Einschüttbach war einer der beiden Arme des Katzenbachs, der  hinter der Hochbrücke durch die Hochbrückenstraße floss und sich in zwei Arme, den Einschüttbach und den Germ-, Gern- oder Wührbach (siehe Innere Stadtbäche) teilte. Es folgte eine Eindeckung und Pflasterung der Einschütt, wodurch sie in Vergessenheit geriet.
Das Zerwirkgewölbe liegt an der Ledererstraße Nr. 3, ist das zweitälteste Bauwerk der Stadt und stammt vom Ende des 13. Jahrhunderts. Bis 1708 stand in der Ledererstraße ganz und bis 1807 teilweise das Hofbräuhaus. Herzog Wilhelm V veranlasste die Errichtung dieses eigenen Brauhauses. Die Vorbereitungen dazu liefen seit 1589. Im Frühjahr 1591 konnten die Bauarbeiten im damaligen Hennen- und Badehaus des „Alten Hofes“ abgeschlossen werden. Es entstand dann das Gasthaus zur Scholastika, seit 1385 bis in die Neuzeit als »Thürlbad« bekannt. Der Akademische Gesangverein München, eine Studentenverbindung, unterhält in der Sparkassenstraße an der Abzweigung Ledererstraße dieses repräsentative  Gebäude, welches eine der größten privaten Bühnen Münchens beherbergt und in seiner heutigen Form 1915 fertiggestellt wurde.

## Lage
Die Ledererstraße verläuft von der Sparkassenstraße in südöstlicher Richtung bis zur Dürnbräugasse, die in ihrer Verlängerung zum Tal führt. Am Übergang zur Dürnbräugasse kreuzt die Hochbrückenstraße. In nordwestlicher Richtung besteht über eine Fußgängerpassage am Zerwirkgewölbe eine Verbindung zur Burgstraße, der Altenhofstraße und dem Alten Hof.

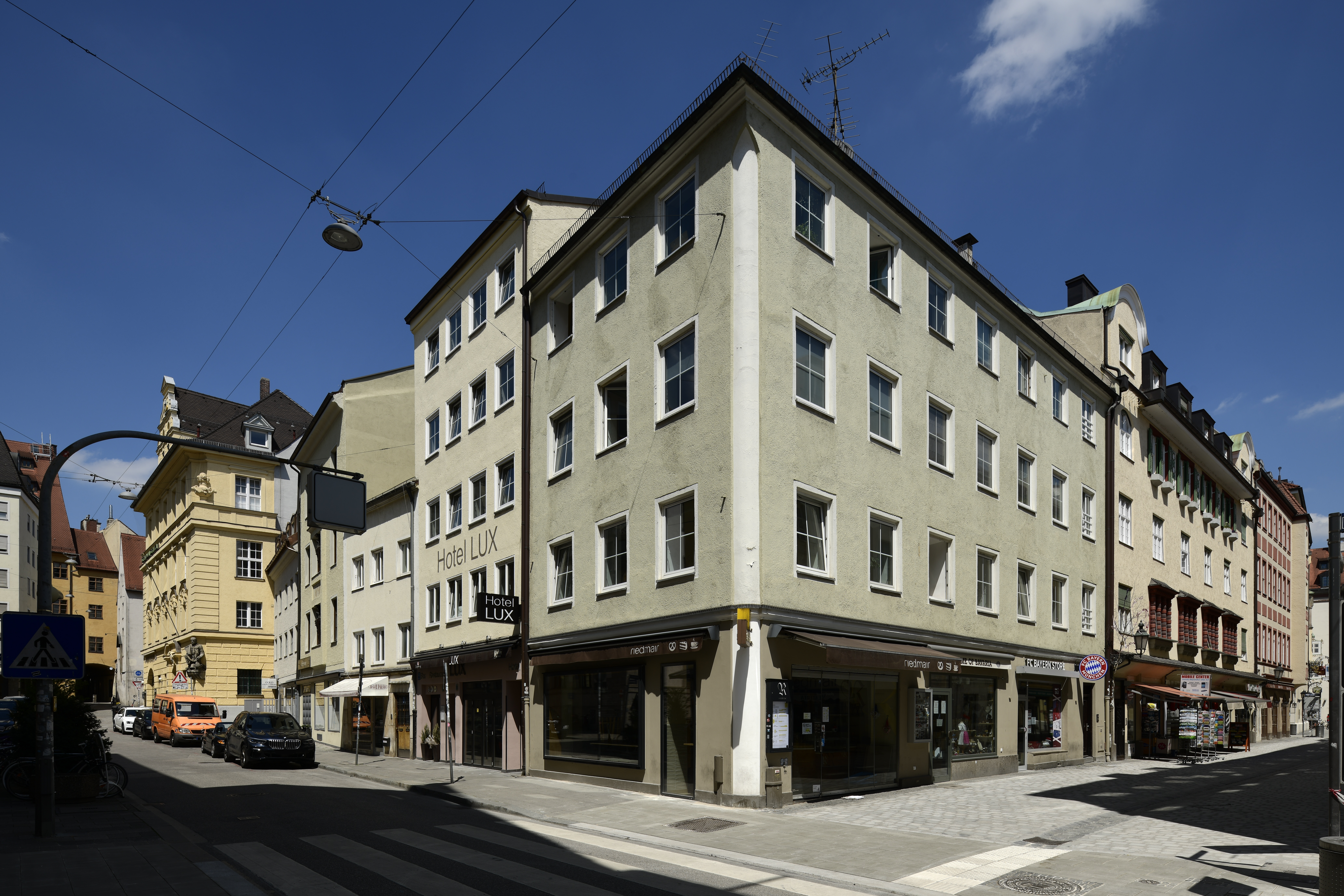
Ledererstraße Ecke Orlandostraße
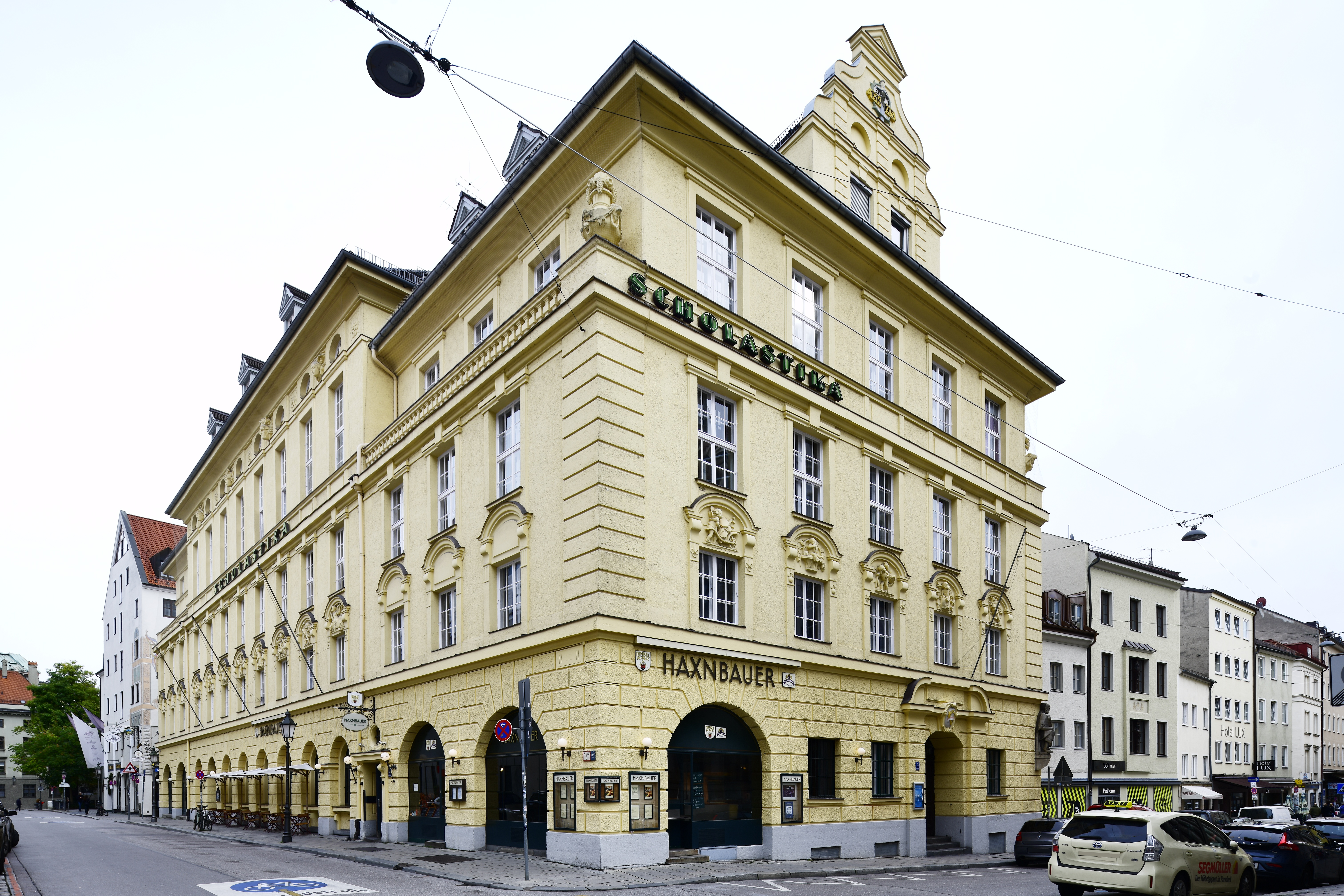
Scholastikahaus in der Ledererstraße 5
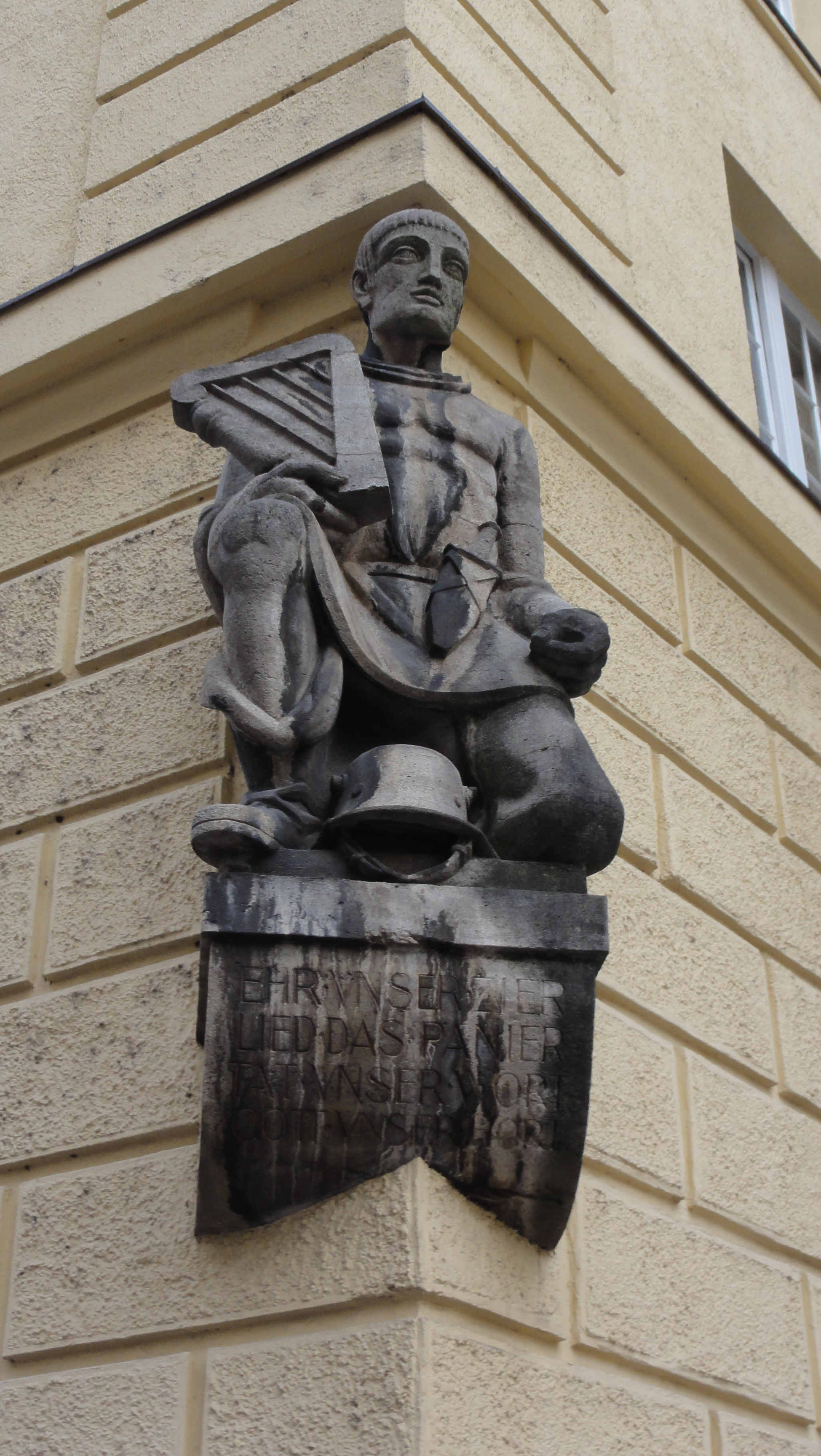
Kriegerdenkmal an der Scholastika des Akademischen Gesangvereins München mit einer Lyra, dem Symbol des AGV. Inschrift: "Ehr unser Zier, Lied das Panier, That unser Wort, Gott unser Hort!"
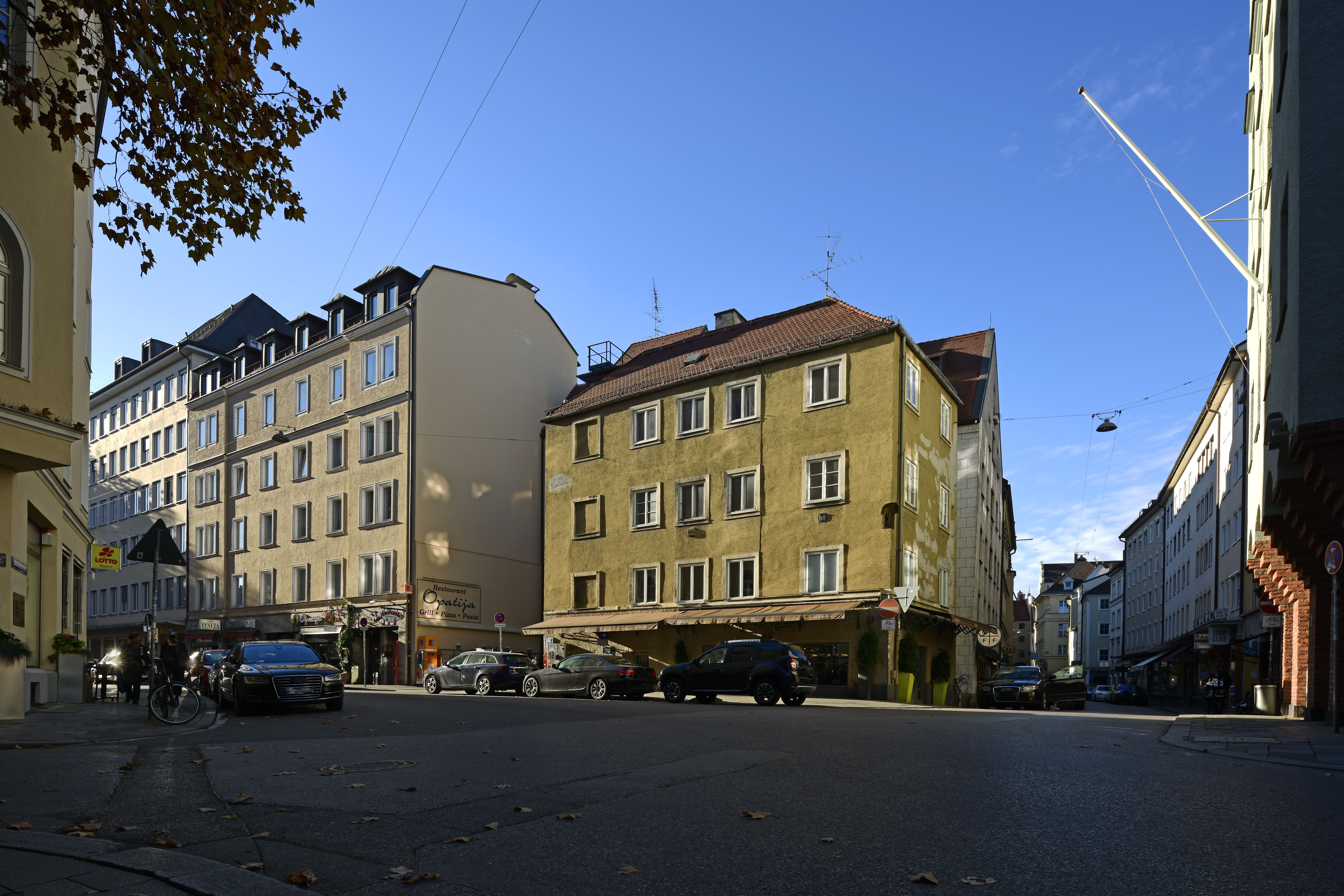
Kreuzung Ledererstraße und Hochbrückenstraße
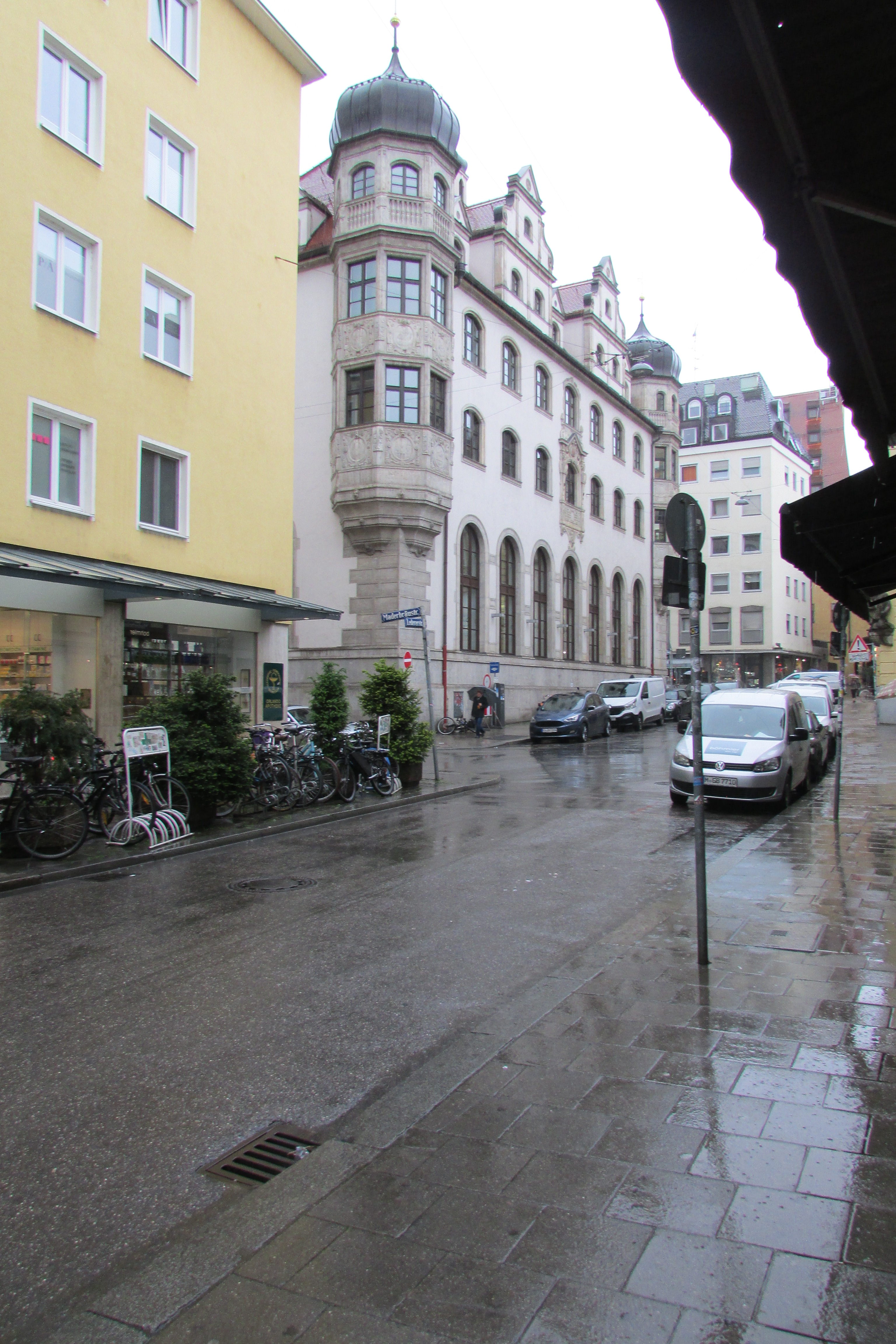
Ledererstraße mit Abzweigung zur Maderbräustraße
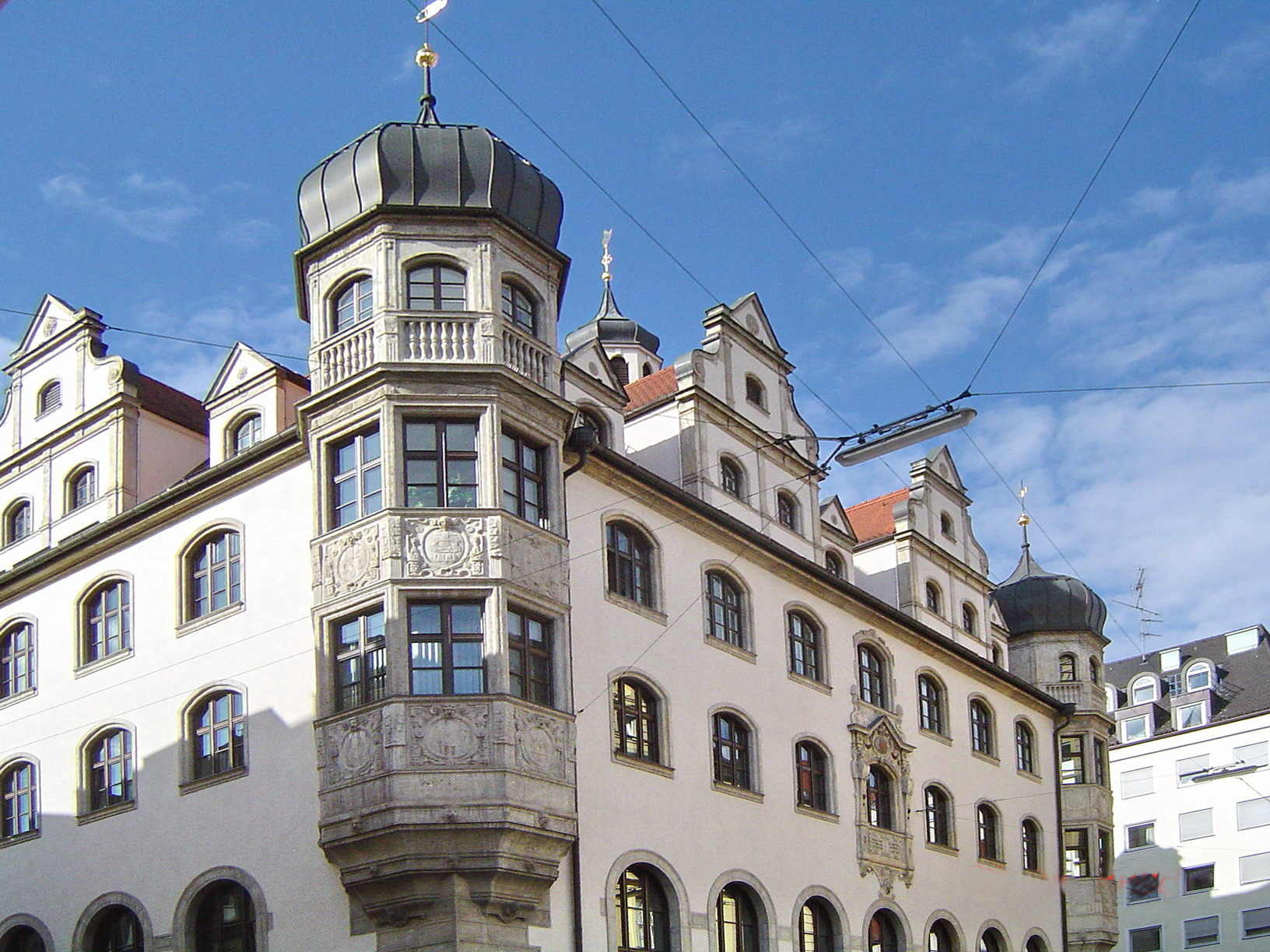
Gebäudeteil der Stadtsparkasse München in der Ledererstraße
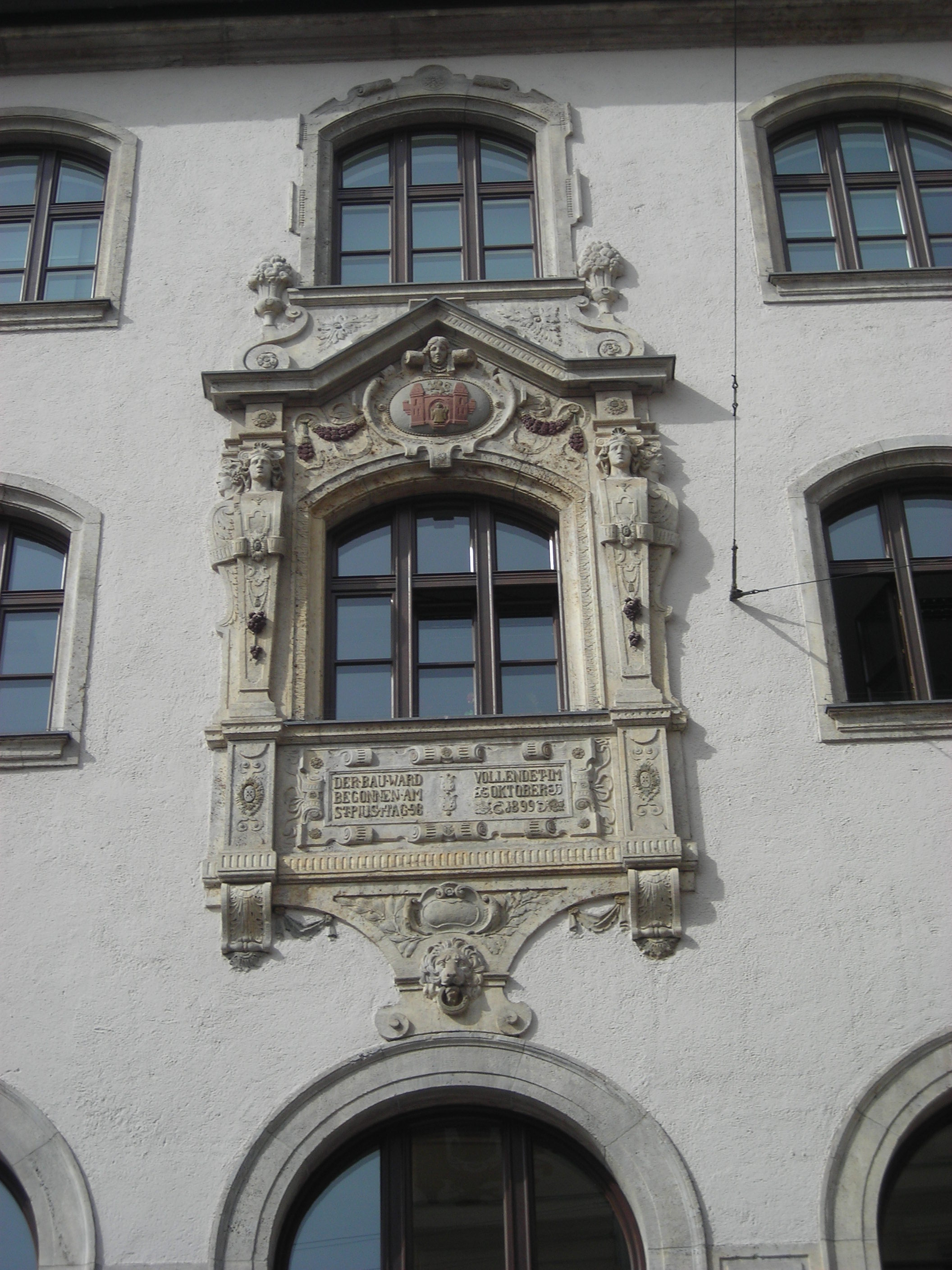
Fresko am Gebäudeteil der Stadtsparkasse München
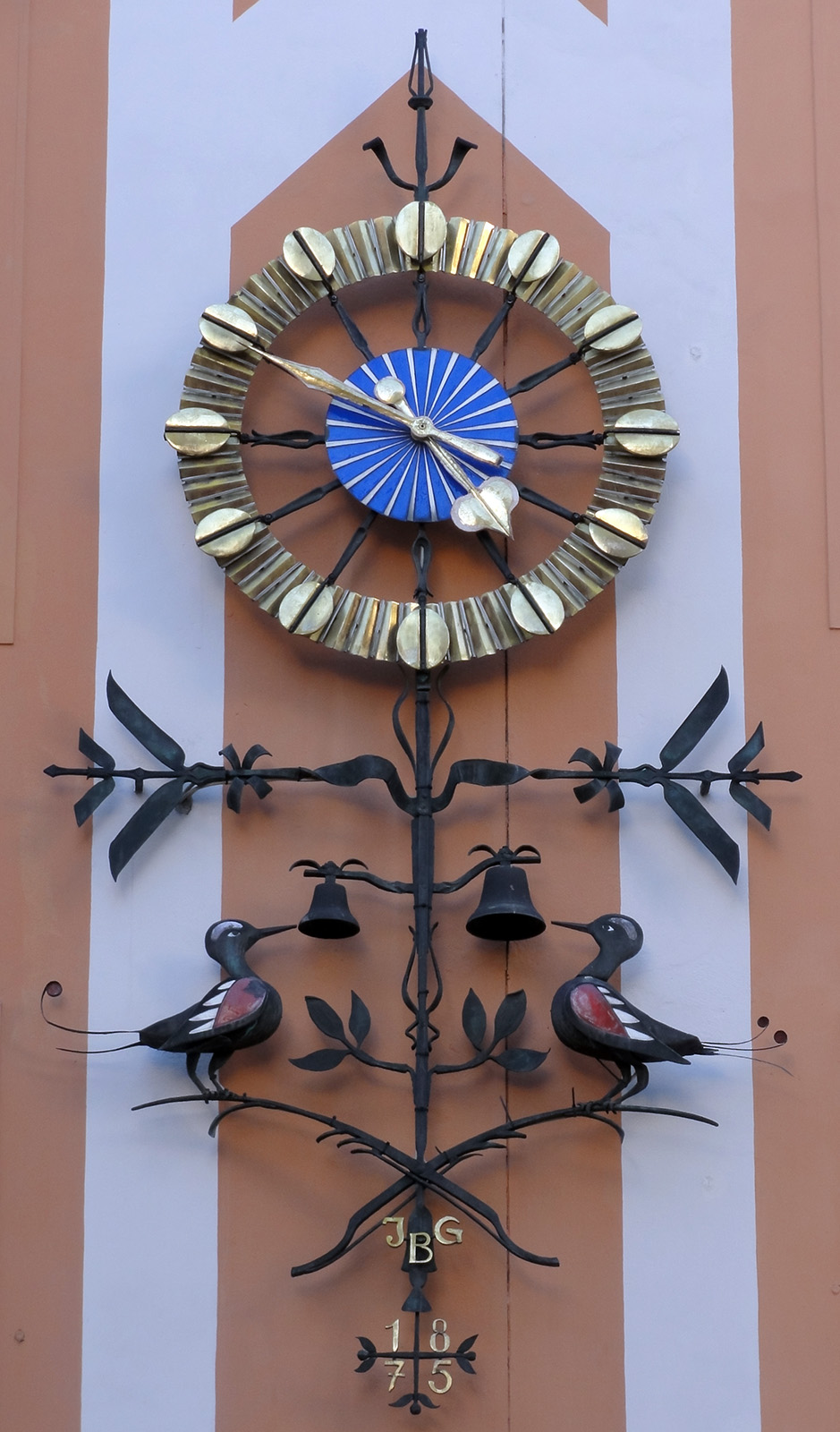
„Turmuhr“ am Gebäude Ledererstraße 6
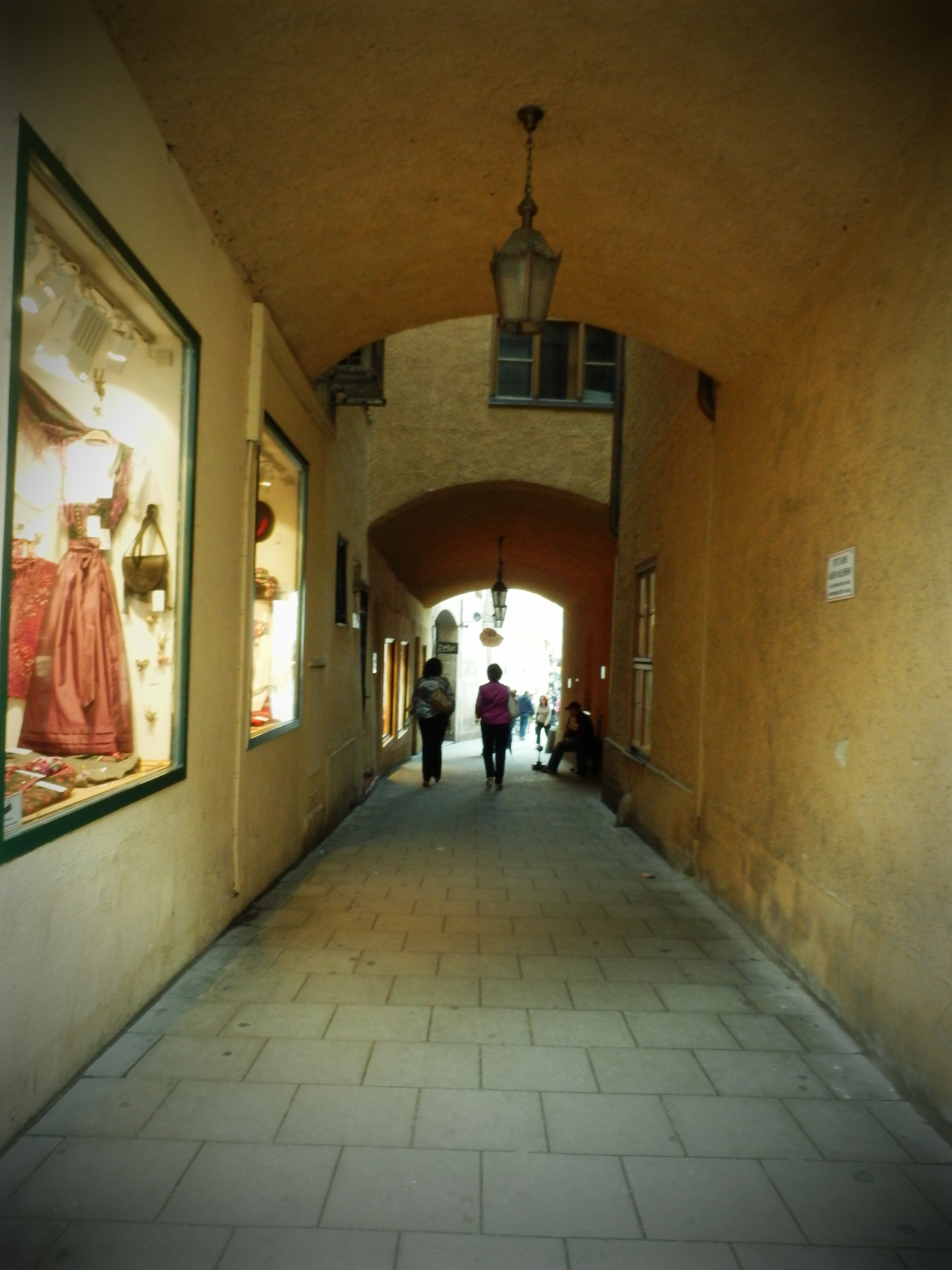
Fußgängerpassage zur Burgstraße
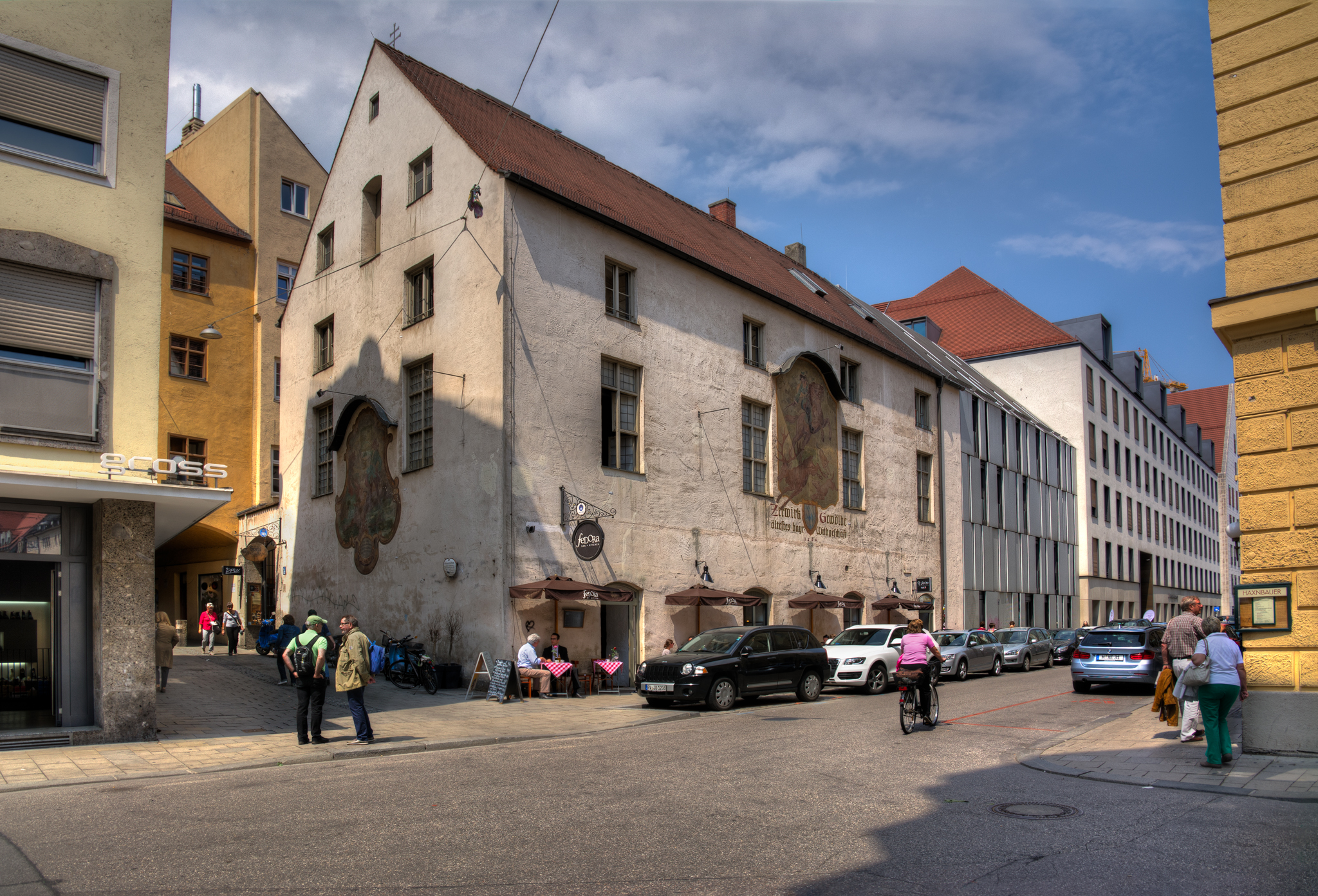
Zerwirkgewölbe mit Fußgängerpassage zur Burgstraße und dem Alten Hof
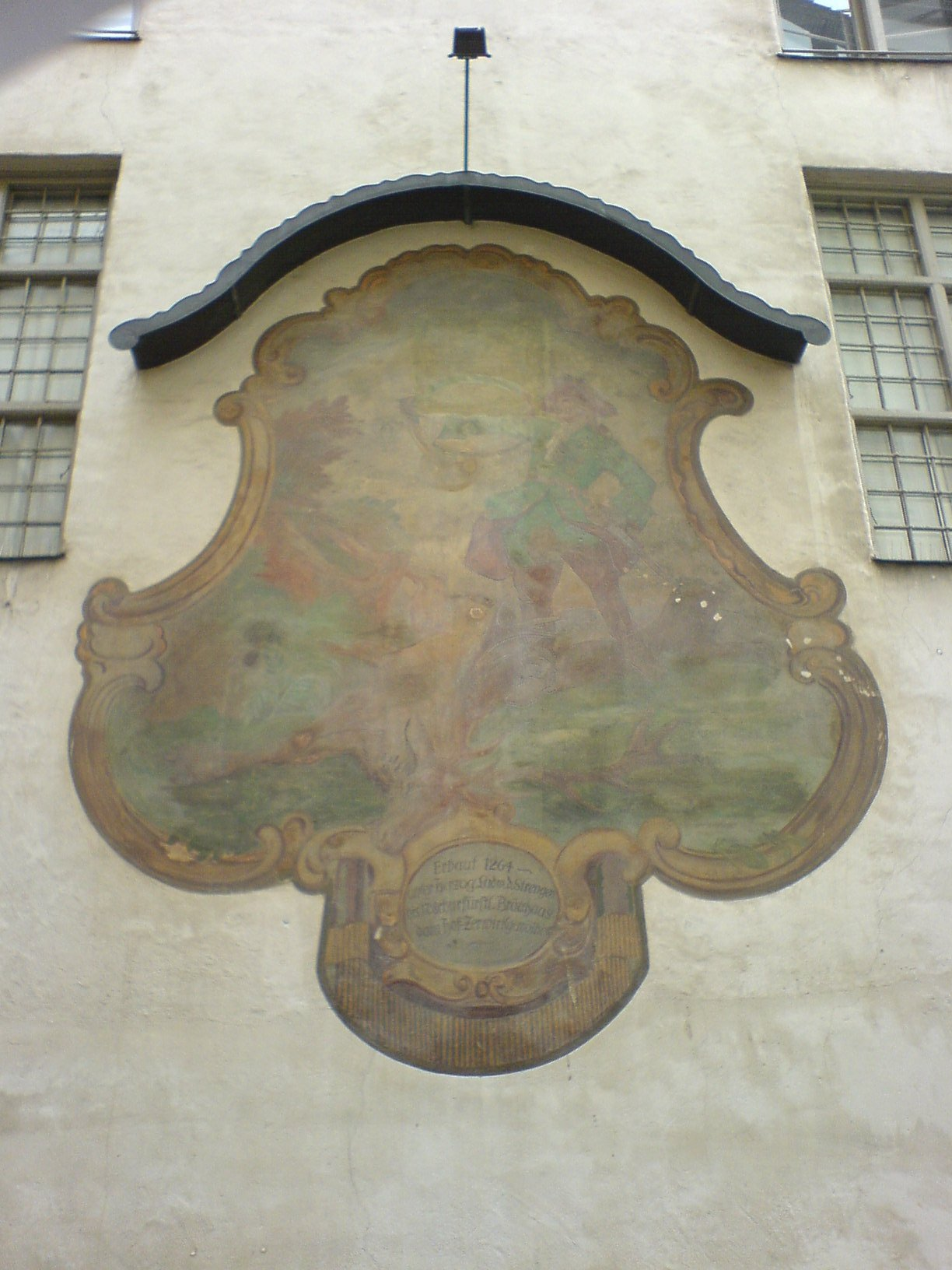
Wandmalerei am Zerwirkgewölbe mit einer Jagdszene